# Abdij van Rijnsburg

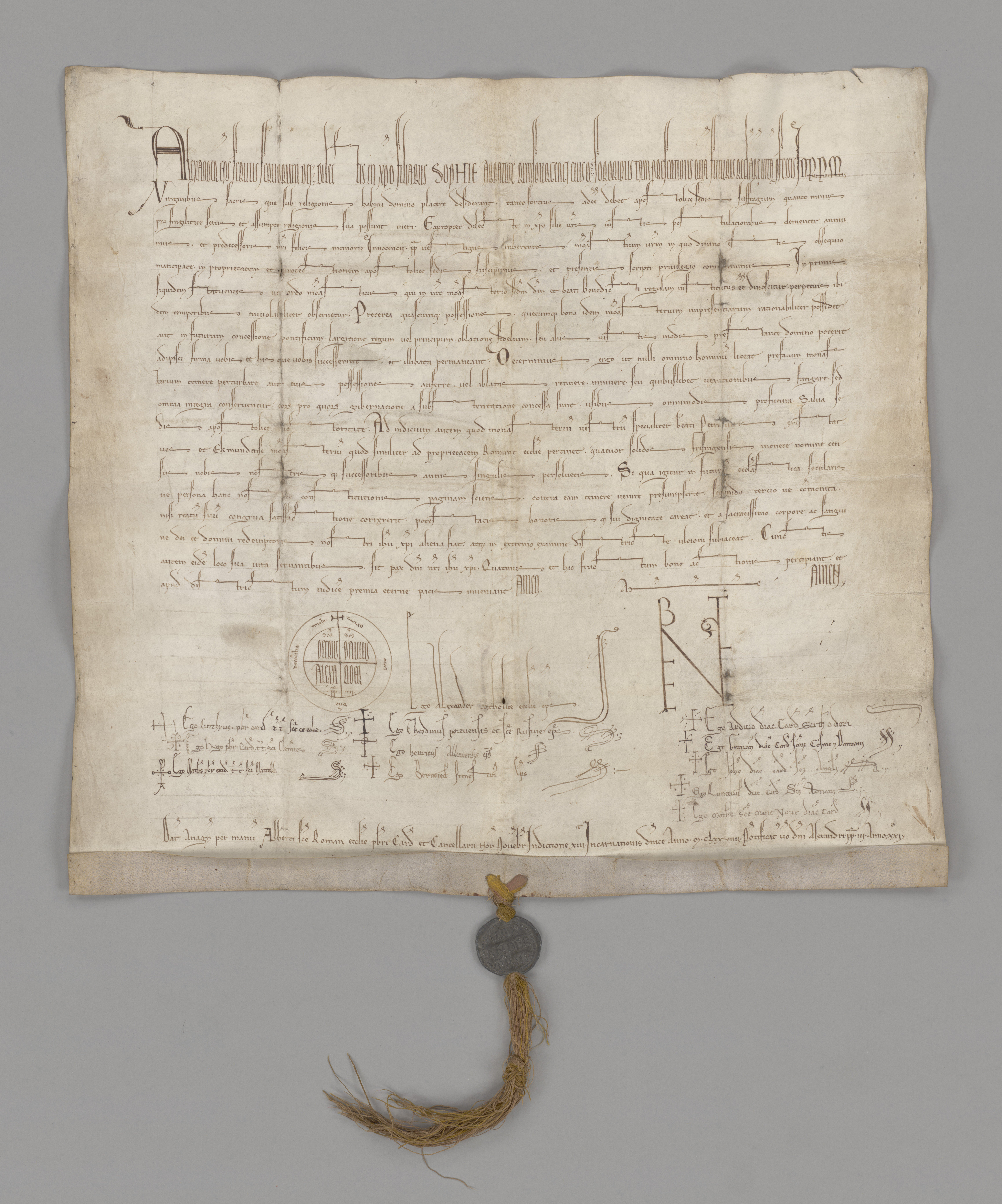
Oudste stuk van het Nationaal Archief uit 1179 waarin de Abdij van Rijnsburg voorkomt. De oorkonde draagt het zegel van paus Alexander III en bevestigt hiermee een eerdere afspraak van zijn voorganger paus Innocentius II met de Hollandse graaf Dirk VI. Zij komen al in 1140 overeen dat de Hollandse abdijen van Egmond en Rijnsburg aan de paus worden overgedragen.

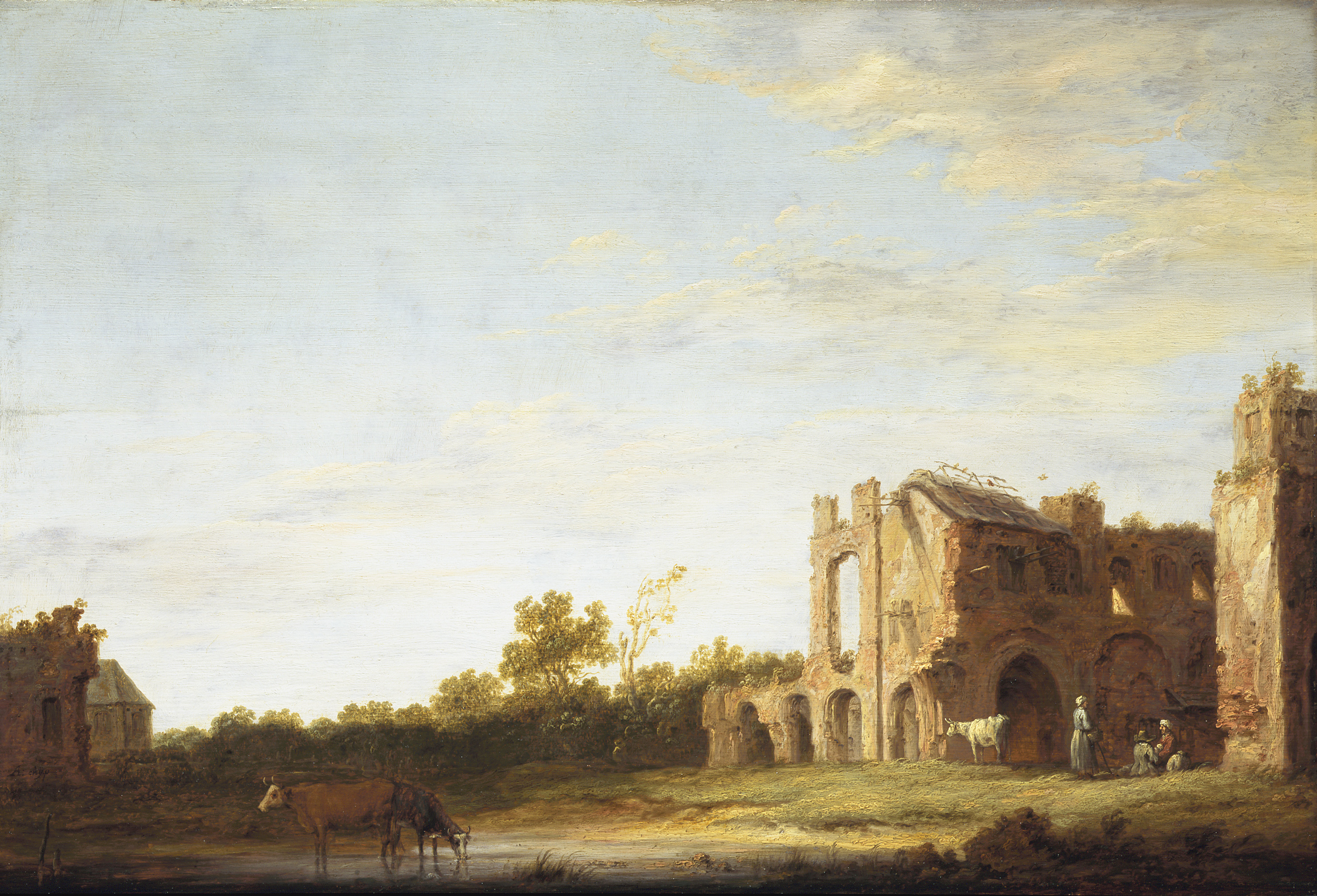
Landschap met de ruïne van de Abdij van Rijnsburg (Aelbert Cuyp c. 1640 - 1642)

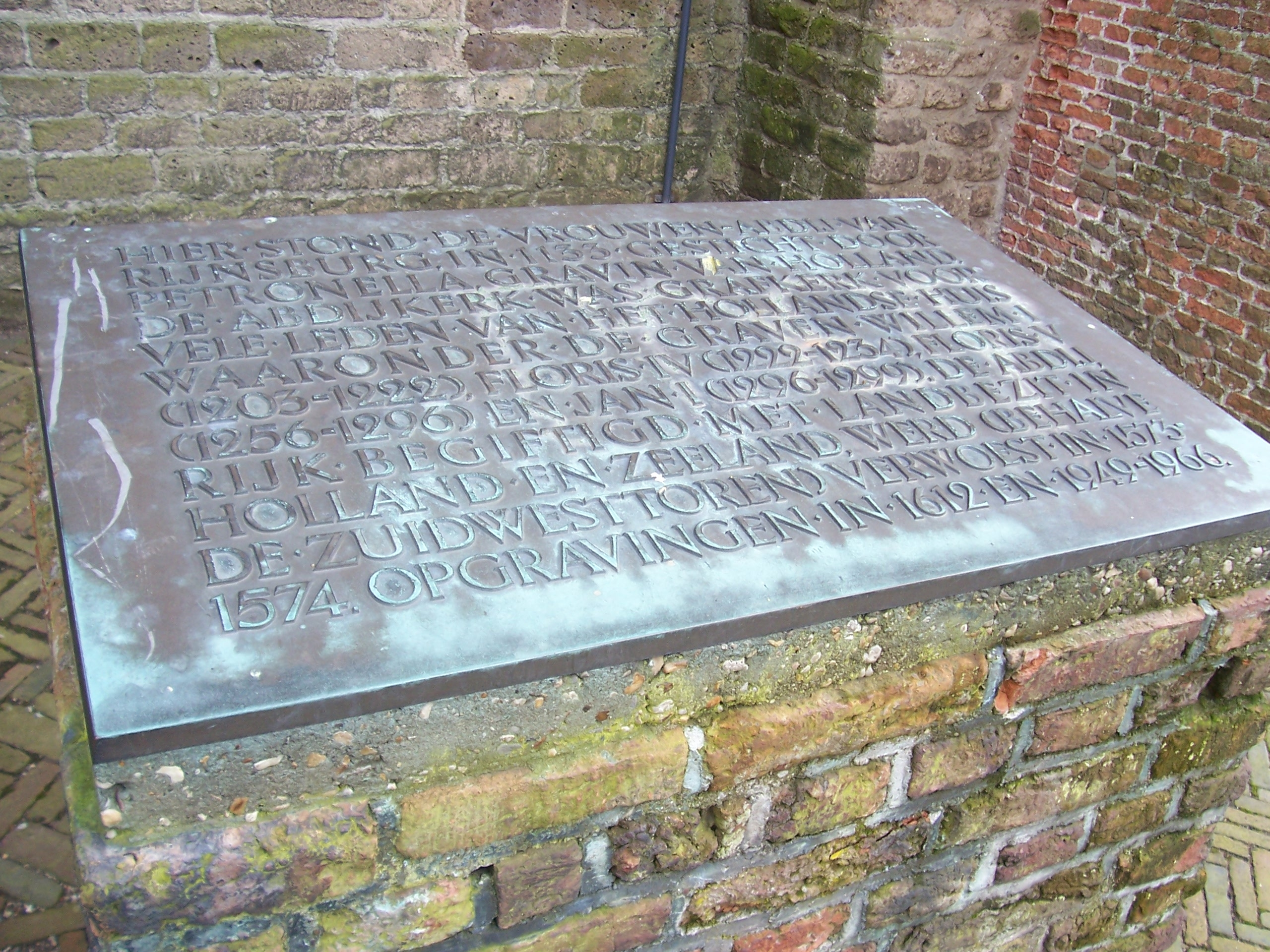
Tekst op de plaats waar de Abdij van Rijnsburg stond

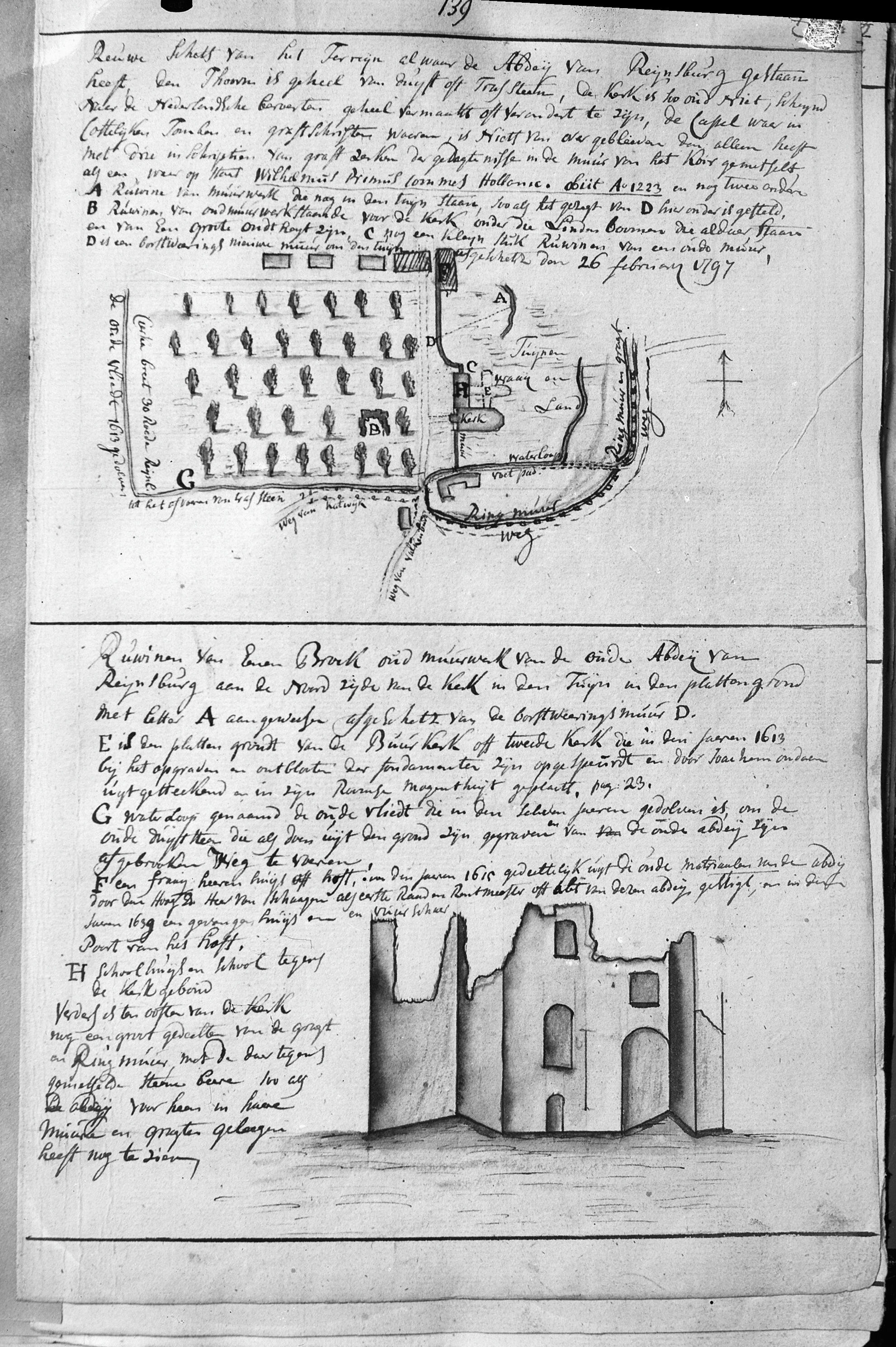
Situatieplan en ruïne van de abdij, tekening.

De Abdij van Rijnsburg (1133 - 1574) werd in 1133 gesticht door Petronilla van Lotharingen, de weduwe van graaf Floris II van Holland, tijdens haar regentschap voor haar zoon Dirk VI. Het was een benedictinessenabdij voor uitsluitend adellijke vrouwen. De instelling zou onder grafelijke bescherming uitgroeien tot de voornaamste adellijke vrouwenabdij in Holland met uitgestrekte bezittingen in Holland en Zeeland, waaronder Aalsmeer en Boskoop. Een van de abdissen van de abdij was Maria Schenck van Toutenburg.
Op grond van de overgeleverde liturgische handschriften kan worden vastgesteld dat men de Germaanse liturgische gebruiken volgde. Er is zo goed als geen reden aan te nemen dat de abdij Rijnsburg of haar moederhuis Stötterlingenburg in de Noordelijke Harz ooit tot de orde van Cluny hebben behoord.
In 1574 werden de gebouwen van de abdij verwoest door Geuzen en Leidenaren. In het centrum van Rijnsburg, in de Nederlandse provincie Zuid-Holland, resteert, als deel van de huidige kerk, alleen nog een van de twee torens van de romaanse abdijkerk.

## Begraven in de abdij van Rijnsburg
- Ada van Holland van Rijnsburg, abdis
- gravin Petronilla van Lotharingen
- graaf Floris de Zwarte
- graaf Dirk VI
- graaf Willem I
- graaf Floris IV
- graaf Floris V
- graaf Jan I

## Opgravingen
In 1612 en in de periode 1949 t/m 1966 werden er opgravingen gedaan.

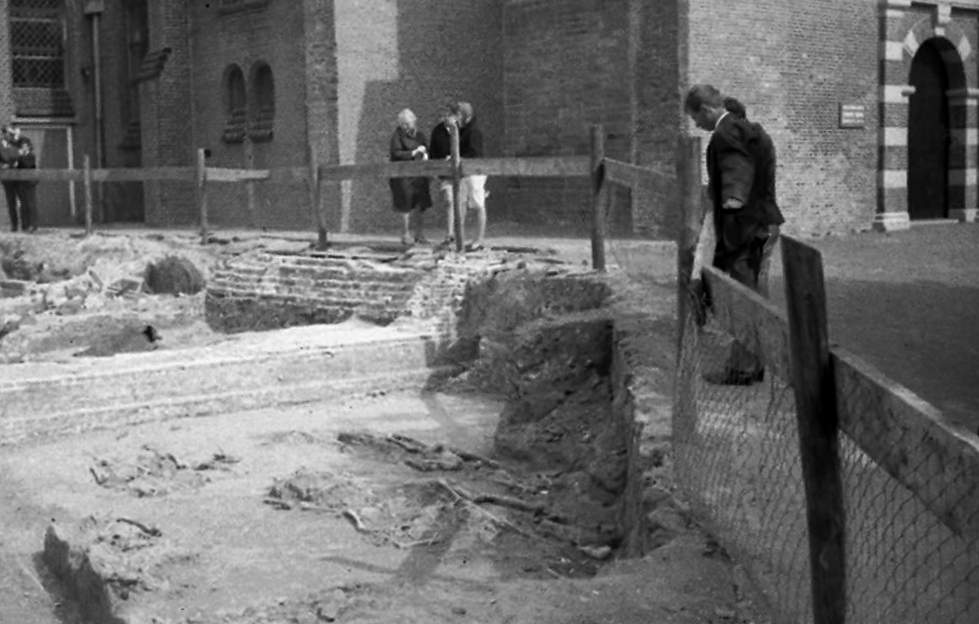
Opgravingen, stukken fundering, schedels en botten, zomer 1966.
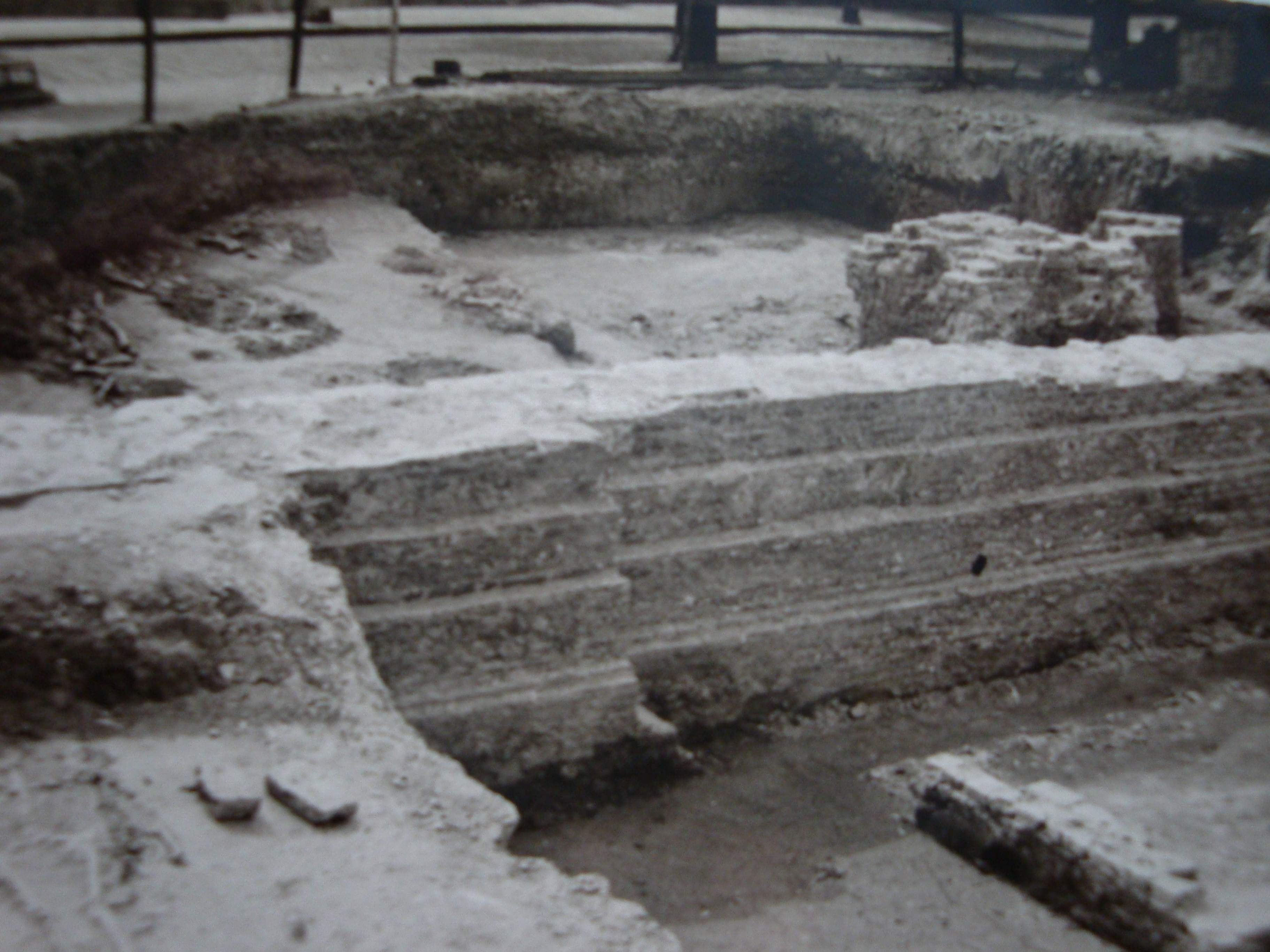
Opgravingen, stukken fundering, schedels en botten en volledige skeletten, zomer 1966.
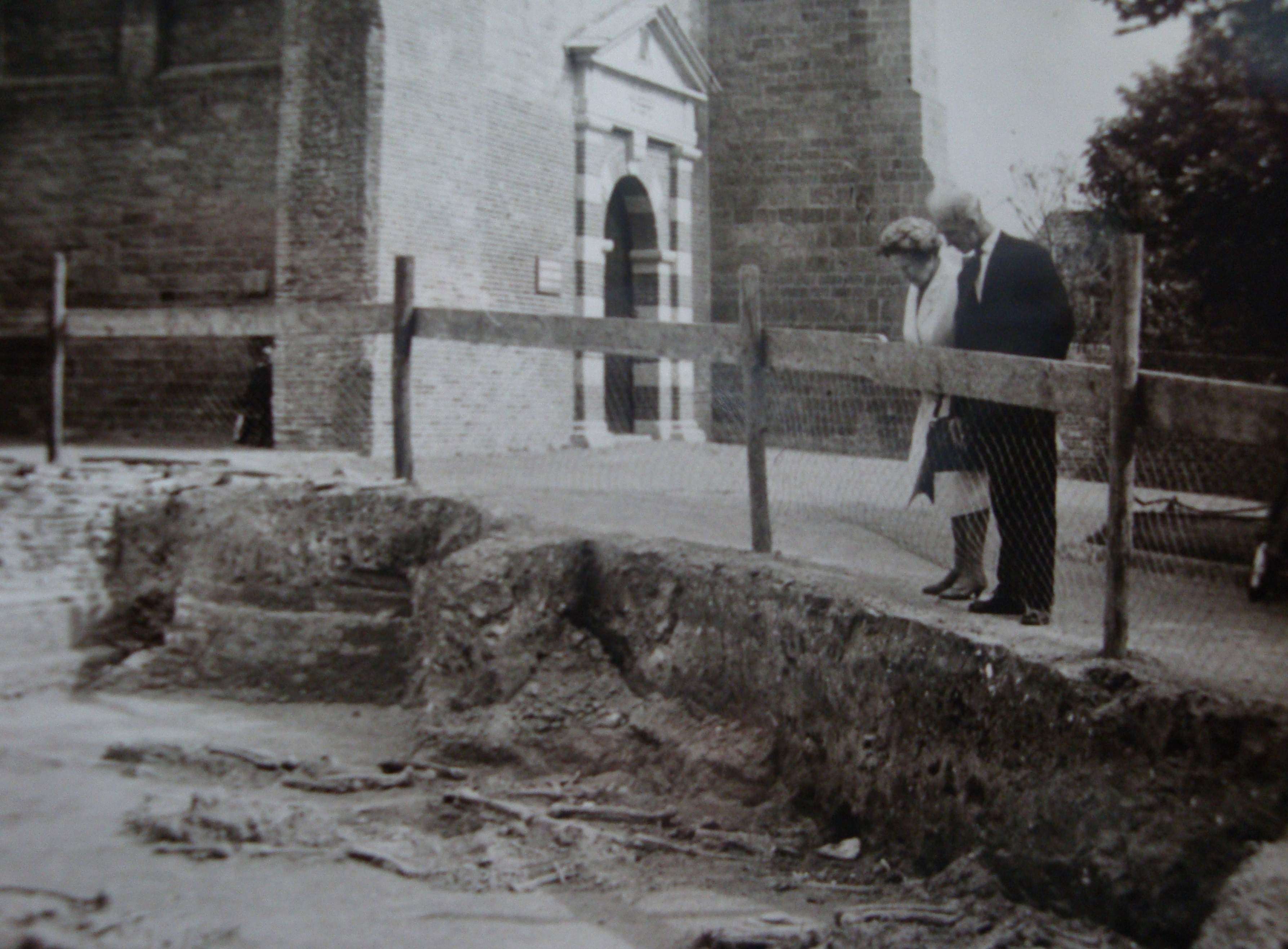
Opgravingen, stukken fundering, schedels en botten, zomer 1966.
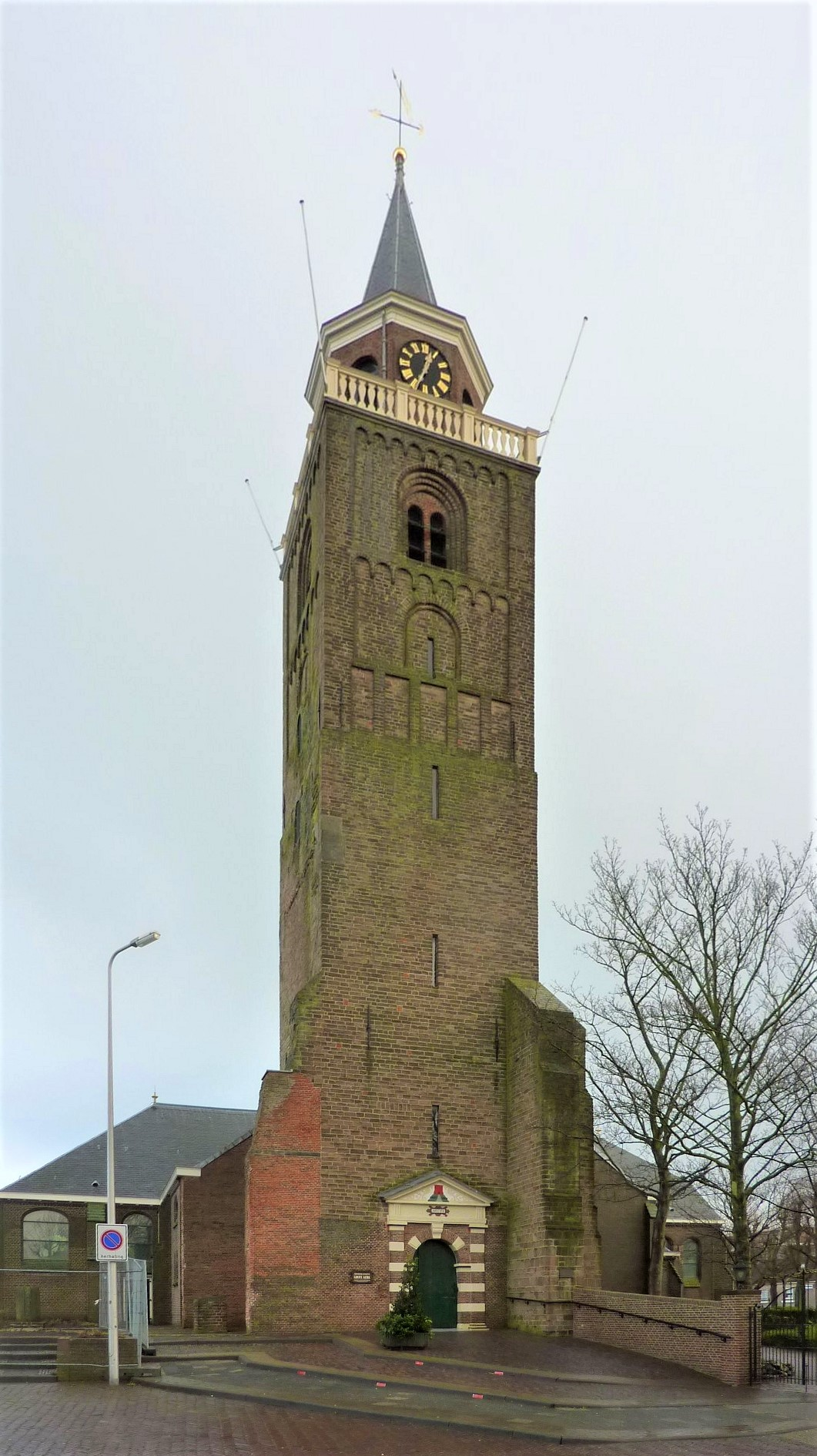
NH kerk met toren van de abdijkerk